# Chahuantla
Chahuantla är en ort i Mexiko.   Den ligger i kommunen Ixhuatlán de Madero och delstaten Veracruz, i den sydöstra delen av landet, 180 km nordost om huvudstaden Mexico City. Chahuantla ligger 190 meter över havet och antalet invånare är 159.
Terrängen runt Chahuantla är huvudsakligen lite kuperad. Chahuantla ligger nere i en dal. Runt Chahuantla är det ganska tätbefolkat, med 100 invånare per kvadratkilometer. Närmaste större samhälle är Tlachichilco, 15,1 km sydväst om Chahuantla. I omgivningarna runt Chahuantla växer huvudsakligen savannskog.